# Crinodes besckei
Crinodes besckei is een vlinder uit de familie van de tandvlinders (Notodontidae). De wetenschappelijke naam van de soort is voor het eerst geldig gepubliceerd in 1824 door Hübner.
Het uiterlijk is mogelijk camouflage, lijkend op de doppen van de paranoot (Bertholletia excelsa), een van de waardplanten van deze vlinder.